# Dni Petlury
Dni Petlury – aresztowania i zabójstwa Żydów we Lwowie po zajęciu miasta przez Wehrmacht po ataku Niemiec na ZSRR w 1941, połączone z grabieżą ich mieszkań i niszczeniem mienia. Zaplanowane  i zorganizowane przez niemieckie władze okupacyjne przy udziale milicji ukraińskiej i cywilnych bojówkarzy ukraińskich z podlwowskich wsi. Przeprowadzone od 25 do 27 lub do 28 lipca 1941. Kolokwialne określenie wydarzeń pochodzi od nazwiska byłego przewodniczącego Dyrektoriatu Ukraińskiej Republiki Ludowej, Symona Petlury, zamordowanego w 1926 przez Szolema Szwarcbarda, zamachowca żydowskiego pochodzenia inspirowanego przez OGPU.

## Tło wydarzeń
21 lipca 1941 roku Lwów odwiedził Heinrich Himmler i spotkał się tam z dowódcą zabezpieczenia tyłowego Grupy Armii Południe gen. Karlem von Roquesem. Być może w spotkaniu brał także udział Wyższy Dowódca SS i Policji na froncie południowym Friedrich Jeckeln. Dalsze szczegóły wizyty Himmlera we Lwowie nie są znane, lecz Kai Struve łączy obecność Reichsführera SS w tym mieście z organizacją Dni Petlury, bowiem podobne wizyty Himmlera w innych miejscach na froncie wschodnim latem 1941 roku skutkowały lokalnie eskalacją antyżydowskiej przemocy przez Niemców. 
Jest możliwe, że Niemcy starali się nadać wydarzeniom z 25–26 lipca 1941 pozór pogromu, zgodnie dyrektywami Reinharda Heydricha o prowadzeniu wojny na terenie ZSRR, nakazującymi zachęcanie i inspirację pogromów antyżydowskich przez miejscową ludność. Służyło temu zmobilizowanie do akcji cywilnych bojówkarzy - pojonych wódką ukraińskich chłopów z okolicznych wsi oraz poprzedzenie egzekucji wielogodzinnym biciem. 

## Przebieg
Wczesnym rankiem 25 lipca 1941 milicja ukraińska przystąpiła do wkraczania do żydowskich domów, dokonując rewizji i aresztowań. Aresztowanych Żydów, głównie mężczyzn, wypędzano na ulicę i kierowano do komisariatów milicji, a stamtąd do więzienia przy ul. Łąckiego. Milicjanci dysponowali legitymacjami ważnymi od 25 do 29 lipca 1941, wystawionymi przez Einsatzkommando Lemberg i upoważniającymi ich do przeprowadzania rewizji i zatrzymań. Milicji towarzyszyli bojówkarze ukraińscy – uzbrojeni w kije chłopi przybyli z okolicznych wsi, ugoszczeni przez władze niemieckie całonocną zakrapianą alkoholem biesiadą. Po wkroczeniu oprawców do mieszkań zajmowanych przez ludność żydowską, sprawcy plądrowali lokale i niszczyli mienie. 
Zdarzały się przypadki bicia a nawet zabójstw Żydów pędzonych ulicami przez milicję i bojówkarzy. Do tych aktów przemocy prawdopodobnie dołączył się margines społeczny, także wywodzący się z Polaków. Sprawiało to wrażenie pogromu, jednak zdaniem Kaia Stuvego na tym etapie wydarzeń liczba ofiar śmiertelnych była stosunkowo nieduża.
Anna Federbusch-Ophir wspominała, że aresztowania odbywały się według list mieszkańców dostarczonych Gestapo przez dozorców domów. Zabierano także Żydów złapanych na ulicy.
Grupy Żydów doprowadzane do więzienia przy ul. Łąckiego były poddawane biciu kijami przez Ukraińców i Niemców na więziennym dziedzińcu. Po pobiciu grupę wpędzano do budynku więzienia i przystępowano do bicia kolejnej przyprowadzonej grupy. Ofiary były bite także w pomieszczeniach. Doprowadzanie ofiar do więzienia i bicie ich tam trwało do następnego dnia. W tym czasie  nie dawano im nic do jedzenia i picia.

Dziedziniec jest pełen ludzi: grupy, rzędy i małe grupki ludzi opierające się o ścianę. Zauważyłem również grupy kobiet, które stały stłoczone pod ścianą. Grupy ludzi były w ciągłym ruchu. Ludzie biegali od jednej do drugiej przeciwległej ściany, od jednego do drugiego narożnika dziedzińca. Za nimi biegli [Niemcy i Ukraińcy] z kijami i bili. (…) Na dziedzińcu byli ludzie, którzy zostali aresztowani dzień wcześniej. Całą noc ich bito. (…) Pośrodku dziedzińca stoi dziwna grupa. Może 10 rzędów po 6 osób. Twarze tych ludzi są posiniaczone od ciosów, ubrania  – podarte i całe we krwi. Ludzie ci trzymają ręce podniesione w górę i krzyczą chórem: „My, Żydzi, jesteśmy winni wojnie” – wspominał świadek Jan Badian

26 lipca Niemcy dokonali na więziennym dziedzińcu selekcji wśród zgromadzonych Żydów. Przedstawicieli niektórych zawodów zwolniono do domów. Tak ocalał m.in. lekarz Henryk Baldinger. Pozostałym nakazywano opróżnienie kieszeni i pod gradem ciosów ładowano na podstawiane ciężarówki. Ofiary wywożono na tzw. „Piaski” pod Lwowem, czyli do kopalni piasku koło wsi Lesienice, gdzie były one rozstrzeliwane najpewniej przez funkcjonariuszy Einsatzkommando Lemberg.
Według autorów encyklopedii „Chołokost na territorii SSSR” Dni Petlury były wymierzone głównie w żydowską inteligencję.Część jej przedstawicieli została zamordowana na podstawie przygotowanych wcześniej list proskrypcyjnych.
Nie wszyscy aresztowani podczas Dni Petlury trafili do więzienia przy ul. Łąckiego. Część skierowano na roboty przymusowe, skąd zostali później zwolnieni do domu.
Grzegorz Motyka datuje Dni Petlury na 25-27 lipca 1941. Zdaniem Kaia Struvego 26 lipca był dniem największej eskalacji przemocy, jednak istnieją przesłanki, że aresztowania i egzekucje trwały do 28 lipca włącznie.

## Sprawcy
Dni Petlury były od początku do końca zorganizowaną akcją niemieckich władz okupacyjnych a bicie, grabież i mordowanie Żydów przez przygotowane do tego celu grupy Ukraińców odbywało się za ich przyzwoleniem. Niemcy także uczestniczyli w biciu ofiar w więzieniu przy ul. Łąckiego – byli to nie tylko funkcjonariusze niemieckiej Policji Bezpieczeństwa (która kontrolowała więzienie), ale także dopuszczeni przez nich do tej czynności zwykli niemieccy żołnierze, co 29 lipca 1941 skutkowało  wydaniem przez gen. von Roquesa rozkazu zabraniającego żołnierzom Wehrmachtu udziału w „zamieszkach” i „pogromach”. Ponadto Niemcy (najpewniej Einsatzkommando Lemberg) dokonali egzekucji większości aresztowanych Żydów.
Ukraińska milicja, utworzona i kontrolowana wciąż przez banderowską frakcję Organizacji Ukraińskich Nacjonalistów (OUN-B), od 2 lipca 1941 operacyjnie podlegała niemieckiej Policji Bezpieczeństwa. Ukraińscy milicjanci podczas Dni Petlury zajmowali się aresztowaniem Żydów i doprowadzaniem ich do określonych miejsc, w tym do więzienia przy ul. Łąckiego. Odpowiadają oni także za bicie zatrzymanych. Prześladowanie Żydów było zgodne z poglądami wyrażanymi w tym czasie przez wysoko postawionych działaczy OUN-B. W połowie lipca 1941 Stepan Łenkawski podczas narady we Lwowie stwierdził: „Jeśli chodzi o Żydów, zastosujemy wszystkie metody, jakie służą do ich zniszczenia”. Jarosław Stećko, aresztowany przez Niemców szef kilkudniowego rządu ukraińskiego, w napisanym w tym czasie dla śledczych swoim życiorysie poparł niemieckie metody eksterminacji Żydów na Ukrainie. Zdaniem Kaia Struvego i Johna-Paula Himki banderowcy poprzez udział w antyżydowskiej przemocy starali się pokazać bliskość programową z Niemcami w kwestii stosunku do Żydów i przekonać Niemców do idei powołania państwa ukraińskiego pod swoim kierownictwem. Dużą rolę w ułatwieniu realizacji pogromów lwowskich odegrała propaganda ukraińskich nacjonalistów z OUN-B, którzy umiejętnie podsycali antysemickie nastroje na Ukrainie.  
Kai Struve uważa, że w dużej mierze nie powiódł się zamiar Niemców wciągnięcia ludności cywilnej Lwowa do antyżydowskiej przemocy podczas Dni Petlury, w przeciwieństwie do pogromu z początku lipca 1941. Wynikało to z odmiennych okoliczności panujących we Lwowie pod koniec lipca 1941 (opadnięcie euforii wywołanej wyzwoleniem spod sowieckiej okupacji, brak impulsu wywołującego „gniew ludu”, jakim było wcześniej odkrycie ciał ofiar masakr więziennych NKWD, rozczarowanie Ukraińców nieuznaniem przez Niemców ukraińskiej państwowości). 

## Liczba ofiar
Historycy oceniają, że podczas Dni Petlury zamordowano od 1 do 2 tys. ludzi. Eberhard Schöngarth raportował, że w dniach 21–31 lipca 1941 Einsatzkommando Lemberg rozstrzelało 1726 osób. Najpewniej w większości były to ofiary zabite podczas Dni Petlury, ponieważ w tym czasie nie było innych większych egzekucji.
We wspomnieniach ocalonych Żydów pojawiały się zawyżone szacunki liczby ofiar sięgające 10 a nawet 15 tys. zabitych.

## Nazewnictwo
Wydarzenia te już od 1941 roku były nazywane Dniami Petlury. Nie jest jasne, czy określenie to pojawiło się spontanicznie, czy też zostało wymyślone przez Niemców lub działaczy ukraińskich. Pochodzi ono od nazwiska byłego przewodniczącego Dyrektoriatu Ukraińskiej Republiki Ludowej, Symona Petlury, zamordowanego w 1926 roku przez zamachowca żydowskiego pochodzenia Szolema Szwarcbarda. Dni Petlury miały być zemstą na Żydach za czyn  Szwarcbarda. Pierwszy dzień akcji był rzekomą rocznicą śmierci Petlury (w rzeczywistości zginął on 25 maja).
W wielu wspomnieniach świadków i opracowaniach historycznych Dni Petlury są określane mianem pogromu. Tak czynił m.in. Eliyahu Jones, powołując się obszernie na wspomnienia Koppela Holzmana. Jednak jak wskazuje Kai Struve, wspomnienia Holzmana dotyczyły pogromu w Borysławiu a nie wydarzeń we Lwowie. W opinii tego badacza Dni Petlury nie powinno się klasyfikować jako pogromu z powodu zaplanowanego charakteru zastosowanej przemocy i stosunkowo niewielkiego udziału ludności cywilnej w tych wydarzeniach.